# Marco Bos
Marco Bos (Roden, 5 de juliol de 1979) va ser un ciclista neerlandès que fou professionalment des del 2004 fins al 2011.

## Palmarès
- 2001
  - 1r al Mainfranken-Tour
- 2002
  - 1r a la Ster van Zwolle
  - Vencedor d'una etapa a l'OZ Wielerweekend
- 2006
  - Vencedor d'una etapa a l'Olympia's Tour
- 2007
  - 1r al Tour d'Overijssel
  - 1r a la Ronda van Midden-Nederland
  - 1r a la PWZ Zuidenveld Tour
- 2008
  - 1r a la PWZ Zuidenveld Tour
  - 1r a l'Omloop van de Glazen Stad
- 2009
  - 1r a la Baronie Breda Classic
  - 1r a l'Omloop van de Glazen Stad